# 미국과 영국의 예멘 공습
2024년 1월 12일 아침, 미국과 영국은 오스트레일리아, 바레인, 캐나다, 네덜란드의 지원을 받아 홍해에서 발생하고 있는 후티의 선박에 대한 공격 행위에 대응하여 예멘 후티 반군에 대해 일련의 공습 및 순항 미사일 공격을 시작했다. 후티는 2023년 이스라엘-하마스 전쟁 동안 팔레스타인을 지원하기 위해 선박들을 공격했으며, 공격 전날 유엔 안전보장이사회에서 비난을 받았다.
미국 대통령 조 바이든은 자신이 공습을 명령했다고 말했으며, 그 동안 리시 수낵 영국 총리는 영국의 참여를 승인하기 위해 내각을 소집했다. 미국 관리들은 이번 공격이 지도자와 이란 교관을 죽이기보다는 홍해 목표물을 공격하는 후티 반군의 능력을 저하시키려는 의도였다고 말했다. 후티 반군은 최소 5명이 사망하고 6명이 부상했다고 밝혔다.

## 배경
2021년 2월 16일, 바이든 행정부는 후티 반군이 예멘에서 인구 대부분이 거주하는 지역들을 장악하면서 예멘의 정치적, 사회경제적 위기 해소를 위한 인도적 지원 지체에 대한 우려로 후티 공식 정치 및 군사 조직인 안사르 알라를 해외 테러 조직 블랙리스트에서 삭제했다. 2022년 4월, 유엔은 후티 반군과 예멘의 국제사회에서 승인된 정부인 대통령 지도위원회 간의 휴전을 중재했으며, 이는 공식적으로 다음 해 10월에 만료되었음에도 불구하고 2023년 12월 현재 계속 유지되고 있다
2023년 10월 이스라엘-하마스 전쟁이 시작되면서 이란의 지원을 받고있는 후티 최고 정치 위원회는 하마스에 대한 지지를 선언하고 홍해, 특히 홍해와 아덴만을 연결하는 좁은 해협인 바브엘만데브 해협을 통과하는 상업용 선박에 대해 공격을 시작했다. 후티는 처음에는 이스라엘 항구로 향하거나 이스라엘과 관계 있는 상업용 선박만을 표적으로 삼겠다고 했지만, 그들은 이스라엘과 관계가 없는 선반에도 무차별적으로 선박을 공격하기 시작했다. 후티 반군은 해안 미사일 포대, 배회 탄약, 소형 기관포, 기관총, 대전차 미사일로 무장한 고속 공격정 등을 사용해 공격했다.
화물선 항저우에 대한 후티 반군 공격 이전에 미국은 총 24기의 후티 미사일과 드론을 격추하고 홍해 항로를 보호하기 위해 해군 함정을 배치했지만 후티 반군과 직접 교전한 적은 없었다. 1월 첫째 주 일일 평균 통과 선박 수는 산적화물선 105척과 유조선 58척으로, 벌크선 115척과 유조선 70척보다 감소했다.
1월 3일, 미국과 여러 국가들은 후티 반군에게 그들의 활동을 중단하라는 최후통첩을 보냈다. 공격이 일어나기 며칠 전부터 미 의회 의원들과 미 국방부는 후티 반군에 대한 강력하고 억제적인 대응을 요구했다. 공습 하루 전, 유엔 안전보장이사회는 홍해에서 후티의 공격을 규탄하는 결의안을 통과시켰다.

## 1월 12일

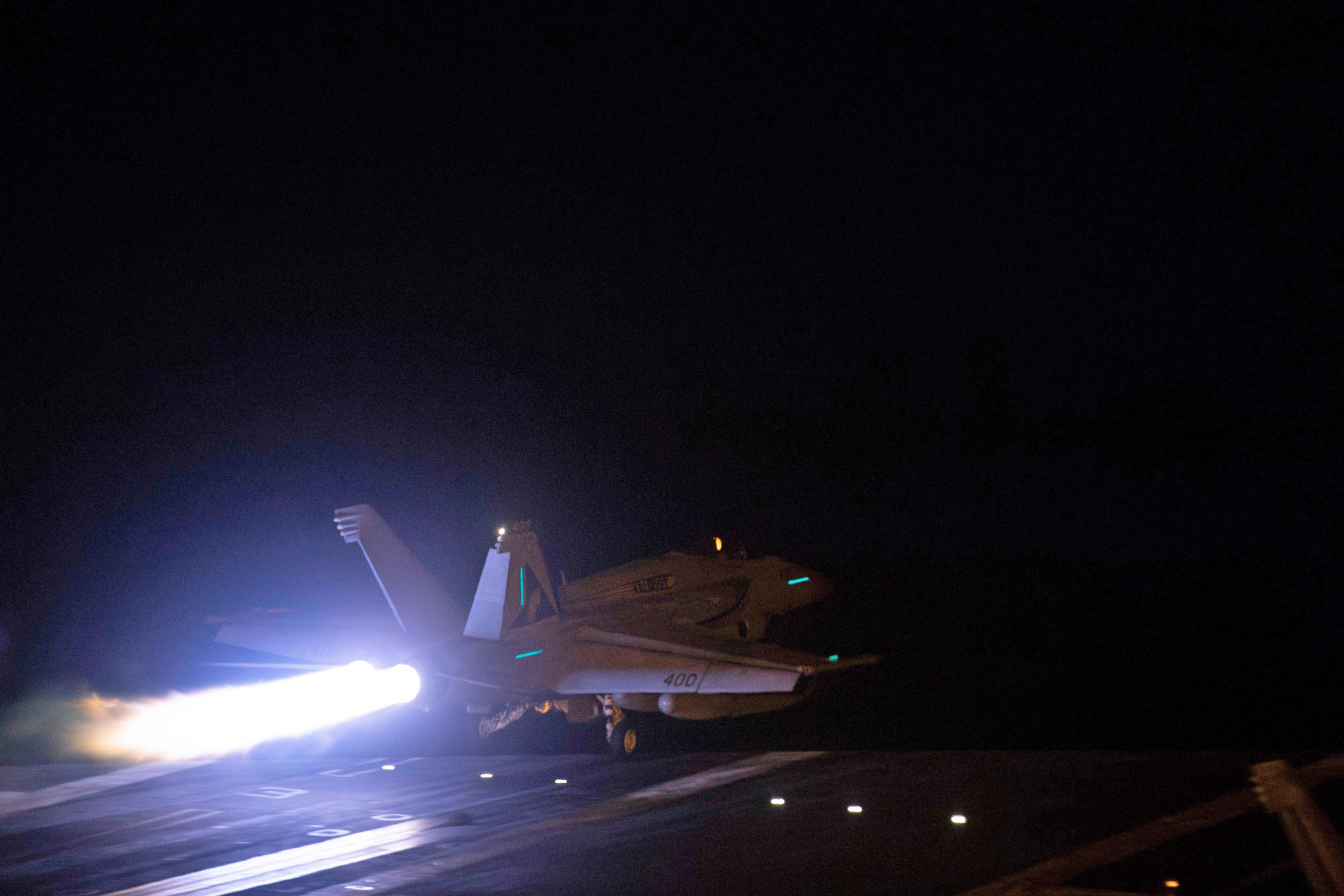
공습을 하기 위해 이륙하는 미 해군 F/A-18

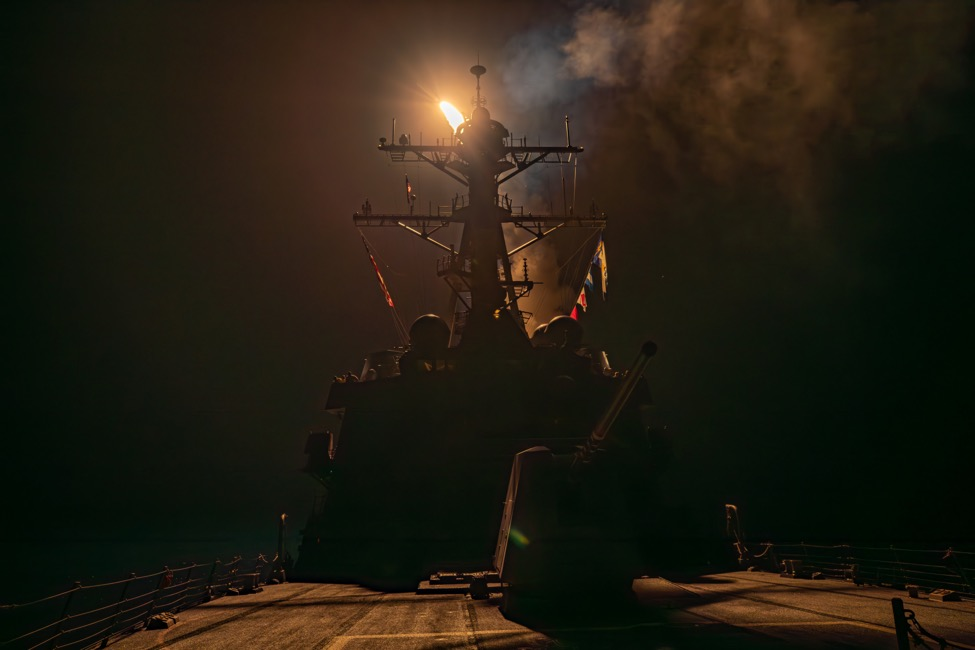
미 해군 구축함에서 발사되는 토마호크 미사일

첫번째 공격은 아라비아 표준시 (UTC+3) 오전 2시 30분경에 시작되었다. 정밀 유도탄을 장착한 미국 전투기가 지역 기지에서 출격했으며, 동시에 F18을 포함한 22대의 고정익 항공기가 항공모함 USS 드와이트 D. 아이젠하워에서 이륙했다. 또한 수상함인 USS 필리핀시, USS 그레이블리, USS 메이슨 과 잠수함 USS 플로리다가 토마호크 순항 미사일을 발사했다. BBC는 키프로스에서 RAF 아크로티리 공군기지에서 배치된 왕립 공군 타이푼 제트기 4대가 이번 공습에 참여했다고 보도했으며, 보이저 공대공 급유기 2대가 임무를 지원했다. 더글러스 심스 중장은 미국과 연합군이 150개 이상의 탄약을 사용하여 거의 30개 위치에서 60개 이상의 목표물을 공격했다고 발표했다.
영국 국방부는 예멘 북서부의 바니에 위치해있는 정찰 및 공격 드론이 이륙하는데 사용된 기지와, 상공에서 순항 미사일과 드론을 발사하는 데 활용된 Abbs 비행장 두 곳의 기지를 표적으로 삼았다고 발표했다.
사나, 호데이다 및 다마르에서 폭발이 보고되었으며, 목표에는 물류 센터, 방공 시스템 및 무기 저장고가 포함되었다. Houthi가 운영하는 뉴스 채널에 따르면 호데이다 국제 공항, 타이즈 국제 공항, 사나 북쪽의 al-Dailami 공군 기지, Hajjah 근처 공항 및 사다 동쪽 캠프가 공격을 받았다.

### 1월 13일
아라비아 표준시 (UTC+3) 오전 3시 45분, 미국은 후티 레이더 기지를 추가로 폭격했다. 미국 중부사령부는 USS 카니에서 토마호크 미사일을 통해 공격이 이루어졌다고 발표했다.

## 반응

### 예멘
후세인 알-이지 후티 후티 외무차관은 이번 공격을 "노골적인 공격"이라고 부르며 알-마시라와의 인터뷰에서 미국과 영국이 "큰 대가를 치르게 될 것"이라고 말했다. 마찬가지로 후티 고위 관리인 알리 알-카하움도 보복을 맹세했다. 이 단체의 대변인 모하메드 압둘살람은 후티 반군이 이스라엘 선박이나 "점령된 팔레스타인 항구"로 향하는 모든 선박을 계속해서 공격할 것이며, 미국과 영국이 이번 공격이 예멘의 팔레스타인과 가자 지구에 대한 지원을 단념시킬 것이라는 생각은 틀렸다고 발표했다.

### 참여국
미국
미국 의회의 반응은 엇갈렸는데, 일부는 공습을 지지했고 다른 일부는 바이든 대통령이 의회 승인 없이 군사력을 사용했다고 비판했다. 일부 비판적 인사들은 바이든이 미국 헌법 1조에 따라 군사 행동을 시작하기 전에 의회의 승인을 받아야 한다고 말했으며, 1973년 전쟁 권한 결의안은 대통령이 일방적으로 군사 행동을 취할 수 있도록 허용했지만 48시간 이내에 의회에 통보해야 한다. 미치 매코넬 상원 공화당 원내대표는 이번 조치를 환영했지만 대통령의 결정이 늦었다고 말했다.
바이든 대통령은 "이번 방어 조치는 대규모 외교 캠페인과 후티 반군의 상선 공격 증가에 따른 것"라며 "필요하다면 우리 국민과 국제 무역의 자유로운 흐름을 보호하기 위한 추가 조치를 주저하지 않고 지시할 것"이라고 말했다.
영국
리시 수낙 총리는 이번 공습이 자위권의 원칙에서 비롯되었다고 말했으며, 영국이 네덜란드, 캐나다, 바레인으로부터 비작전적 지원과 지지를 받았다는 사실도 확인했다.
영국은 초기 관찰에 따르면 후티 반군이 상업용 선박을 위협할 수 있는 능력이 "큰 타격을 입었다"고 발표했다. 자유민주당과 잉글랜드 웨일스 녹색당은 정부가 의회를 우회하고 있다고 비판했고, 스티븐 플린 스코틀랜드 국민당 하원 원내대표는 의원들은 웨스트민스터로 소환되어야 한다고 말했다.

### 다른 국가
- 오스트레일리아: 국방부차관 리처드 말스는 기자에게 공습 결정이 가볍게 내려진 결정이 아니며,[42] 항해의 자유를 지키기 위한 행위라고 말했다.[43]
  - 오스트레일리아 녹색당은 정부를 규탄했으며, 미국과 영국의 공습을 지원 한 것은 평화를 위한 시기에 위험한 확전 시도라고 비판했다.[44]

- 중화인민공화국: 중화인민공화국 외교부 대변인인 마오닝은 진정을 촉구했다.[45]
- 독일: 외교부장관 아날레나 베어보크는 공습을 유엔 헌장에 따른 자위권 행사라고 규정하며 지지를 표명했다.[46]
- 이란: 이란 외교부는 공습을 규탄하며 예멘의 주권과 영토보전 권리를 해치는 국제법 위반 행위라고 비판했다.[34]
- 러시아: 러시아 외무부 대변인인 마리야 자하로바는 공격을 규탄했으며,[47] 대통령실 대변인인드미트리 페스코프는 공습이 국제법 위반 사항이라고 비판했지만 후티에게도 옳지 않은 공격을 중지 할것을 호소했다.[48]
- 사우디아라비아: 사우디아라비아 외교부는 진정을 촉구했다.[49]
- 튀르키예: 레제프 타이이프 에르도안 튀르키예 대통령은 영국이 홍해를 혈해 (sea of blood)로 만들려고 시도하고 있다고 비판했다.[50]

### 무장 단체
- 하마스: 하마스 고위 관리인 사미 아부 주흐리는 보도성명에서 예멘 기지에 대한 미-영의 공격은 예멘 전역을 자극하고 가자지구의 경계를 넘어 분쟁지역을 확대하려는 의도를 드러내 파장을 일으키다 있다고 말했다.[51]
- 헤즈볼라: 헤즈볼라 공보국은 "미국과 영국의 예멘의 안전과 주권에 반하는 행위"를 규탄한다고 발표했다.[52]
- 팔레스타인 이슬람 지하드: 후티를 지지했으며, 미국과 영국의 이스라엘 지원의 일환으로 수행된 공격은 미국 정부가 가자에서 벌어지는 이스라엘의 팔레스타인인들을 향한 제노사이드 전쟁에 책임이 있음을 보여준다고 보도성명을 통해 말했다.[51]
- 팔레스타인 해방대중전선: 성명에서 공습을 규탄하며 "악의 동맹의 목적은 홍해를 지나는 항해를 보호하는 것이 아닌 시온주의자 적들을 보호하는 것" 이라고 주장했다.[53]
- 이란의 지원을 받는 이라크 이슬람 저항군은 공습 전 예멘이 미국과 영국으로부터 공격을 받는다면 모든 힘을 동원해 미군 기지들을 공격한다고 말했으며,[54] 공습 후 미국 주이라크 대사관에서 폭탄과 사이렌 소리가 들렸다는 제보들이 나왔다.,[55]

## 내용주
1. ↑  이란과 후티는 이란이 후티를 지원하고 있다는 주장을 부정하고 있다.[12]

## 같이 보기
- 번영의 수호자 작전
- 예멘 내전 (2014년~현재)